# Синячкин, Николай Алексеевич
Николай Алексеевич Синячкин — советский хозяйственный и государственный деятель, лауреат Государственной премии СССР за выдающиеся достижения в труде.
Член КПСС.

## Биография
Родился в 1932 году в селе Павловка. 
В 1948—1952 годах — свекловод колхоза имени Ильича Добринского района Воронежской области.
В 1952—1955 годах — военнослужащий Советской армии.
В 1955—1990 годах — механизатор, звеньевой механизированного свекловодческого звена колхоза имени Ильича Добринского района Липецкой области.
За освоение и внедрение прогрессивных технологий, обеспечение устойчивого роста производства картофеля, сахарной свёклы, технических и других с/х культур был в составе коллектива вместе с братом Валентином Алексеевичем удостоен Государственной премии СССР за выдающиеся достижения в труде 1982 года.
Жил в селе Павловка.

## Награды
- Орден Ленина
- Орден Октябрьской Революции
- Орден Знак Почёта